# Power chord

Power chord E5 em colcheias

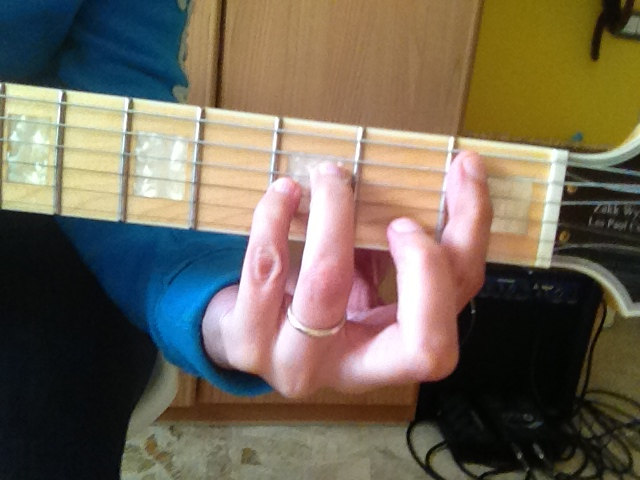
Um power chord sendo tocado

Um power chord ou acorde de potência Playⓘ é um nome coloquial para um acorde de violão, especialmente de guitarra elétrica, que consiste na nota fundamental e na quinta, bem como possivelmente oitavas dessas notas. Os power chords são comumente tocados com um amplificador com distorção ou efeitos de overdrive adicionados intencionalmente. Os power chords são um elemento-chave de muitos estilos de rock, especialmente heavy metal e punk rock.

## Análise
Quando duas ou mais notas são tocadas através de um processo de distorção que transforma de forma não linear o sinal de áudio, parciais adicionais são geradas nas somas e diferenças das frequências dos harmônicos dessas notas (distorção de intermodulação). Quando um acorde típico contendo tais intervalos (por exemplo, um acorde maior ou menor) é tocado através de distorção, o número de frequências diferentes geradas e as relações complexas entre elas podem tornar o som resultante confuso e indistinto. Esse efeito é acentuado porque a maioria das guitarras é afinada com base no temperamento igual, com o resultado de que as terças menores são mais estreitas e as terças maiores, mais largas do que seriam com afinação justa.
Entretanto, em um power chord, a proporção entre as frequências da fundamental e da quinta são muito próximas do intervalo justo 3:2. Quando tocada com distorção, a intermodulação leva à produção de parciais intimamente relacionados em frequência aos harmônicos das duas notas originais, produzindo um som mais coerente. A intermodulação faz com que o espectro do som se expanda em ambas as direções e, com distorção suficiente, um novo componente de frequência fundamental aparece uma oitava abaixo da nota fundamental do acorde tocado sem distorção, dando um som mais rico, mais grave e subjetivamente mais "poderoso" do que o sinal não distorcido. Mesmo quando tocadas sem distorção, as proporções simples entre os harmônicos nas notas de um power chord podem produzir um som forte e poderoso, devido ao efeito de tom resultante (tom de combinação). Os power chords também têm a vantagem de serem relativamente fáceis de tocar, permitindo mudanças rápidas de acordes e fácil incorporação em melodias e riffs.

## Terminologia

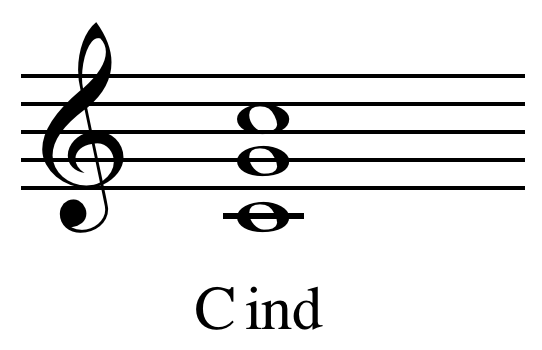
Em um contexto triádico, acordes com terças omitidas podem ser considerados tríades "indeterminadas".

Os teóricos estão divididos sobre se um acorde de potência pode ser considerado um acorde no sentido tradicional, com alguns exigindo que um "acorde" contenha no mínimo três graus da escala. Quando o mesmo intervalo é encontrado na música tradicional e clássica, ele normalmente não seria chamado de "acorde" e pode ser considerado uma díade (separado por um intervalo ). No entanto, o termo é aceito como um termo de música pop e rock, mais fortemente associado aos estilos de guitarra elétrica saturados do hard rock, heavy metal, punk rock e gêneros semelhantes. O uso do termo "power chord", até certo ponto, se espalhou para o vocabulário de outros instrumentistas, como tecladistas e sintetizadores.
Os power chords são mais comumente notados como 5 ou (sem 3) . Por exemplo, "C5" ou "C(no 3)" referem-se a tocar a fundamental (C) e a quinta (G). Elas podem ser invertidas, de modo que o Sol seja tocado abaixo do Dó (formando um intervalo de uma quarta). Eles também podem ser tocados com duplicações de oitava da nota fundamental ou da quinta nota, o que produz um som subjetivamente mais agudo, com menos potência nas frequências baixas, mas ainda mantém o caráter de um acorde de potência.
Outra notação é ind, que designa o acorde como "indeterminado". Isso se refere ao fato de que um power chord não é maior nem menor, pois não há uma terça presente. Isso dá ao acorde de potência uma propriedade camaleônica: se tocado onde um acorde maior seria esperado, ele pode soar como um acorde maior, mas quando tocado onde um acorde menor seria esperado, ele pode soar menor.